# آيرين مورمان بلاكستون
آيرين مورمان بلاكستون (يناير 1872- بعد عام 1944) سيدة أعمال أمريكية من أصل أفريقي وعضو في النادي أصبحت نشطة في الكفاح من أجل حق المرأة في التصويت. بدأت إلى جانب ألفا بلمونت، التعاون العرقي بين النساء في حملة دعائية لمنح حق التصويت. عندما أقر التعديل التاسع عشر، وجهت نشاطها نحو الجمعية العالمية لتحسين الزنوج (أونيا) وغيرها من البرامج التي عملت على رفع مجتمع السود ومنع الإقصاء والتمييز ضد السود في تحقيق المساواة الاجتماعية والاقتصادية والسياسية.

## بداية حياتها
ولدت آيرين إل مورمان في يناير 1872 في ولاية فرجينيا. كانت والدتها عبدة سابقة، جوانا (كنيتها قبل الزواج إندرز) مورمان، ولدت في فرجينيا وانتقلت في طفولتها إلى واشنطن العاصمة، وعادت جوانا لاحقًا إلى فيرجينيا، حيث أنجبت 18 طفلًا قبل إحضار ابنتها إيرين وابنها ويلسون إلى نيو جيرسي.

## مسيرتها المهنية
على الرغم من كونها مغنية موهوبة، فإن مورمان لم تستمر في الموسيقى بشكل احترافي، وبدلًا من ذلك ركزت على تطوير الأعمال. بدأت مورمان حياتها المهنية في نحو عام 1895، كوكيل فرعي في أعمال السمسرة (الوساطة). بعد أربع سنوات، بدأت العمل في شركة متروبوليتان للتجارة والعقارات، وأشرفت على عمليات الشركة في بروكلين. عملت في مجلس إدارة الرابطة الوطنية لأندية النساء الملونات، وكانت عضوًا نشطًا في مساعدة النساء في رابطة أعمال الزنوج في نيويورك.
في عام 1906، أسست نادي متروبوليتان لسيدات الأعمال في بروكلين. كان الغرض المعلن منه هو تأمين أموال كافية لإقامة مبنى يمكن استخدامه للاجتماعات التنظيمية لشركات وجمعيات السود. أيد جهودها العديد من النشطاء الأمريكيين من أصل أفريقي المعروفين على نطاق واسع، مثل الدكتور إم كرافاث سيمبسون وماري تشيرش تيريل.
بعد جمع الأموال الكافية، تم تأمين مبنى وتجهيز ثلاث غرف، بالإضافة إلى مكتب أعمال. في عام 1909، أسست مورمان شركة مورمان هاربر، بهدف إدارة قاعة الاجتماعات. سبب ذلك صراعًا بين أعضاء نادي متروبوليتان، الذين زعموا أنها استولت على المشروع الذي جمعوا الأموال من أجله. بعد إطلاق هذه الأحكام ضدها، بدأت مورمان العمل كبائعة صحف. في عام 1910، تبنت قضية حق التصويت، واستجابت لدعوة ألفا بلمونت للانضمام إلى رابطة المساواة السياسية. أصبحت متحدثة منتظمة فيما يتعلق بحق المرأة في التصويت، مما عزز صورتها كعضوة نادي نشطة واشتراكية معروفة.
في 24 نوفمبر 28، 1911 في بروكلين، تزوجت مورمان من جيمس إتش بلاكستون، مزارع وكاهن الكنيسة المعمدانية للزنوج. انفصل الزوجان في مايو 1912 وعانى بلاكستون ماليًا أثناء انفصالهما. تم التحقيق معها بتهمة الاحتيال المزعوم لمحاولتها الحصول على المساعدة من خلال نظام البريد. قدم القس. بلاكستون طلبًا بفسخ الزواج في عام 1914. خسر قضيته التي ادعى فيها أنهما تزوجا بموجب ادعاءات كاذبة، مدعيًا أنه لم يكن على علم بدعاويها القضائية السابقة. رفض القاضي في عام 1915 قضيته وأمره بدفع تعويضات لزوجته. بعد عام واحد في مارس 1916، رفعت دعوى قضائية من أجل الانفصال وحصلت على نفقة قدرها 3 دولارات في الأسبوع.
في ذلك العام نفسه، كانت بلاكستون واحدة من الناس الذين حضروا أول محاضرة عامة لماركوس غارفي في الرابطة العالمية لتنمية الزنوج في مدينة نيويورك (أونيا). عندما نقل غارفي مقره الرئيسي من جامايكا إلى مدينة نيويورك في عام 1918، كانت بلاكستون وكاري بي ميرو وهارييت روجرز هن النساء الثلاث اللواتي ساعدنه في تأسيس أونيا وتم تعيينهن في مجلس إدارته المكون من ستة أعضاء. واصلت أنشطتها في نوادي مختلفة وكانت غالبًا مغنية أو متحدثة مميزة، محليًا وخارج مدينة نيويورك، وظهرت في فيلادلفيا أيضًا في حفل تأبيني للسيدة سي جيه ووكر في عام 1919.
عندما انتهى الكفاح من أجل حق المرأة في التصويت مع الموافقة على التعديل 19، حولت بلاكستون اهتمامها إلى غارفيسم. كانت واحدة من الأوائل الذين اشتروا أسهمًا في مشروع بلاك ستار لاين عندما تم إطلاقه في عام 1919. وأقرت بأن النشاط السياسي على المستوى الشعبي كان فعالًا في الضغط من أجل المساواة الاجتماعية والاقتصادية. اقترحت، كونها لطالما كانت من دعاة النهوض بمجتمع وشركات السود، أن يقاطع السود شركات البيض وينشؤوا مشاريعهم الخاصة لسد الثغرات. بحلول أوائل عشرينيات القرن العشرين، كانت تكتب اسمها Irene أو إيرينا (Irena) مورمان بلاكستون واستخدمت هذا الاسم لبقية حياتها.
في عام 1930، تم اختيار بلاكستون لتكون نائبةً لرئيس اتحاد مدينة نيويورك للأندية النسائية، وتولت في العام التالي منصب رئيسة كل من الفرع المحلي وفرع الولاية للاتحاد. واصلت خلال ثلاثينيات القرن العشرين التحدث والتجمع من أجل الاعتراف بالمجتمع والنساء السود. شاركت بصفتها متحدثة ملهمة وحماسية في مناقشات تجمع النساء في الحزب الديمقراطي وحثت المجلس الوطني للمرأة في الولايات المتحدة على الدفاع عن حقوق جميع المواطنين في التصويت، بغض النظر عن عرقهم أو عبوديتهم السابقة. في عام 1944، تم انتخابها نائبةً للرئيس في الاتحاد العالمي الإثيوبي.

## وفاتها وإرثها
يتم تذكر بلاكستون بسبب دورها في تكامل معركة حق المرأة التصويت، وإدخال التعاون العرقي إلى حملة حق التصويت في نيويورك. يتم تذكرها أيضًا بسبب خدمتها الطويلة في دعم وحدة السود كوسيلة لتحقيق المساواة الاجتماعية والاقتصادية والسياسية. توفيت آيرين بلاكستون عن عمر يناهز 65 عامًا في برونكس في مدينة نيويورك في 14 أبريل 1951.